# رومان سالين
رومان سالين (بالفرنسية: Romain Salin) (29 يوليو 1984 في فرنسا - ) هو لاعب كرة قدم فرنسي في مركز حراسة المرمى. لعب مع ستاد لافال ونادي تور ونادي ريو أفي ونادي لوريان ونادي ليبورن ونادي ماريتيمو ونافال.

## وصلات خارجية
- رومان سالين على موقع الاتحاد الأوربي (الإنجليزية)
- رومان سالين على موقع قاعدة بيانات كرة القدم.إي يو (الإنجليزية)
- رومان سالين على موقع ليكيب (الفرنسية)
- رومان سالين على موقع Soccerway.com (الإنجليزية)
- رومان سالين على موقع عالم كرة القدم.نت (الإنجليزية)
- رومان سالين على موقع AS.com (الإسبانية)
- رومان سالين على موقع GSA (الإنجليزية)